# Dittico

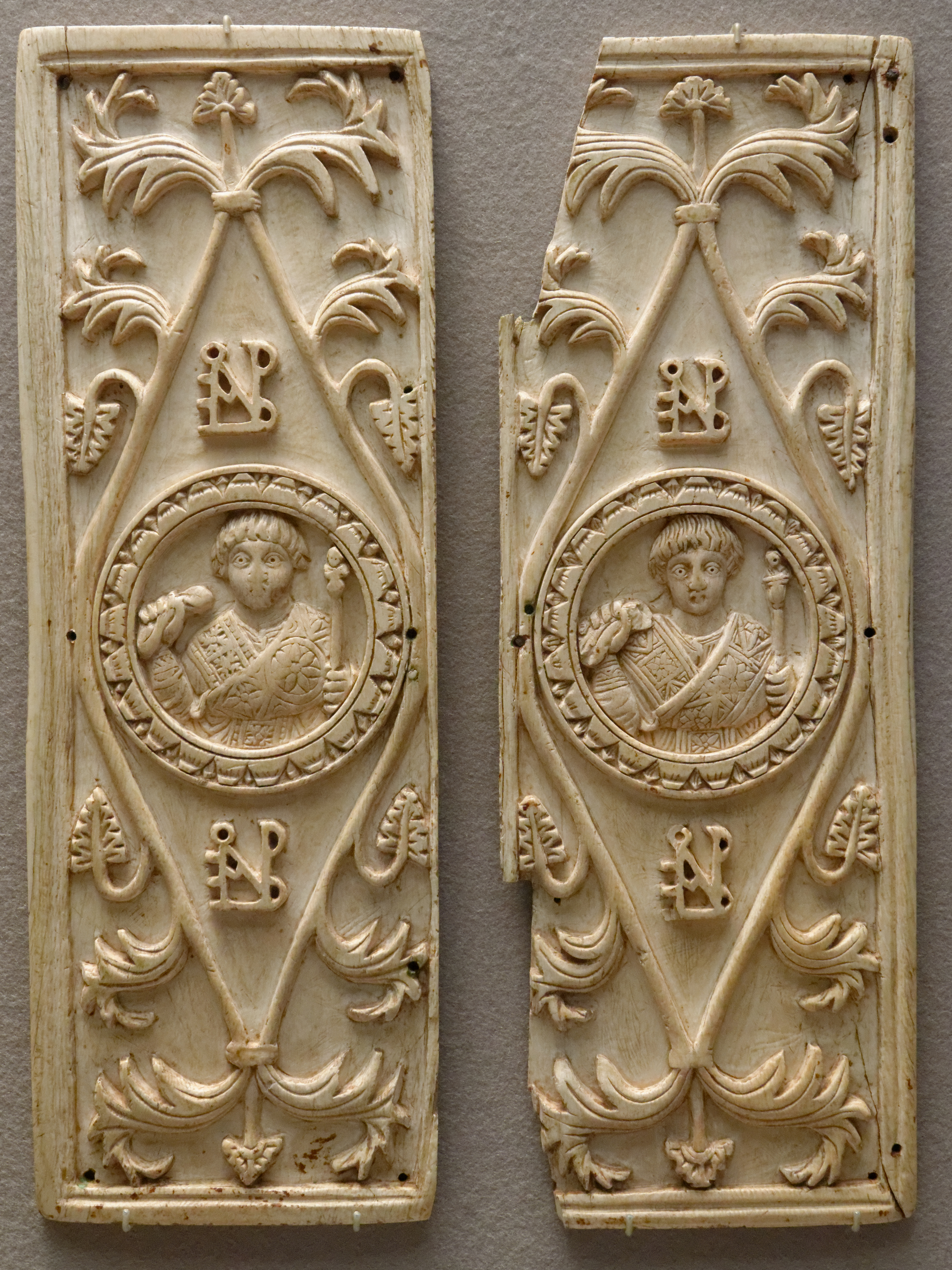
Dittico consolare d'avorio di Areobindo Dagalaifo Areobindo (Costantinopoli, 506 d.C.)

Il dittico (dal greco δίπτυχον, Dis-, "due" + ptychē, "piega") era una tavoletta formata di due assicelle riunite a libro da un lato, con una cerniera o un legaccio di cuoio.

## Storia e tipologie
I primi dittici, cosiddetti tali, erano usati dai Romani per scrivervi appunti, con lo stilo, sulle due facce interne in legno semplice spalmate di cera come in un taccuino. Ve ne erano di vario tipo, anche piccolissimi che stavano nel pugno (pugillares).
Il dittico consolare, per lo più in avorio od osso, era un oggetto di lusso, costituito da due tavole artisticamente decorate con iscrizioni, decorazioni e immagini, che viene usato dal III secolo per celebrare le elezioni dei consoli i quali usavano regalarne agli amici in occasione della nomina. Nella liturgia cristiana, sia orientale sia occidentale, invece, si utilizzarono fino al pieno medioevo per iscrivere i nomi del papa, dei vescovi, del sovrano e dei fedeli vivi e defunti in comunione coi quali si celebravano i divini misteri. 
Dal medioevo in poi il termine dittico è invece attribuito a dipinti su tavola costituiti da due parti unite con una cerniera, che in genere potevano aprirsi e chiudersi oppure essere fissi, completati da cornici. Analogamente, se l'opera aveva tre pannelli dipinti si parla di trittico, altrimenti, in generale, si parla di polittico.

## Esempi di dittico

### Dittici romani
Tra i principali dittici consolari romani si ricordano:
- dittico di Stilicone (400, Occidente);
- dittico di Anicio Petronio Probo (406, Occidente);
- dittico di Costanzo III (413 o 417, Occidente);
- dittico di Costanzo Felice (428, Occidente);
- dittico di Astirio (449, Occidente);
- dittico di Manlio Boezio (487, Occidente);
- dittico di Rufio Achilio Sividio (488, Occidente);
- dittico di Areobindo Dagalaifo Areobindo (506, Oriente);
- dittico di Tauro Clementino Armonio Clementino (513, Oriente);
- dittico di Sabiniano (517, Oriente);
- dittico di Magno (518, Oriente);
- dittico di Giustiniano I (521, Oriente);
- dittico di Teodoro Filosseno Soterico Filosseno (525, Oriente);
- dittico di Rufio Gennadio Probo Oreste (530, Oriente);
- dittico di Giustino (540, Oriente);
- dittico di Anicio Fausto Albino Basilio (541, Oriente).

Altri dittici romani (non consolari) sono:
- dittico dei Lampadi (ca. 400, Roma);
- dittico dei Simmachi e dei Nicomachi (ca. 400, Roma);
- dittico Queriniano (V secolo, Occidente);
- dittico Barberini (VI secolo, Oriente);
- dittico di Claudiano (Vi secolo, Oriente);
- dittico dell'Arcangelo (VI secolo, Oriente);
- dittico di re Davide e san Gregorio (VI secolo, ma rimaneggiato in età carolingia).

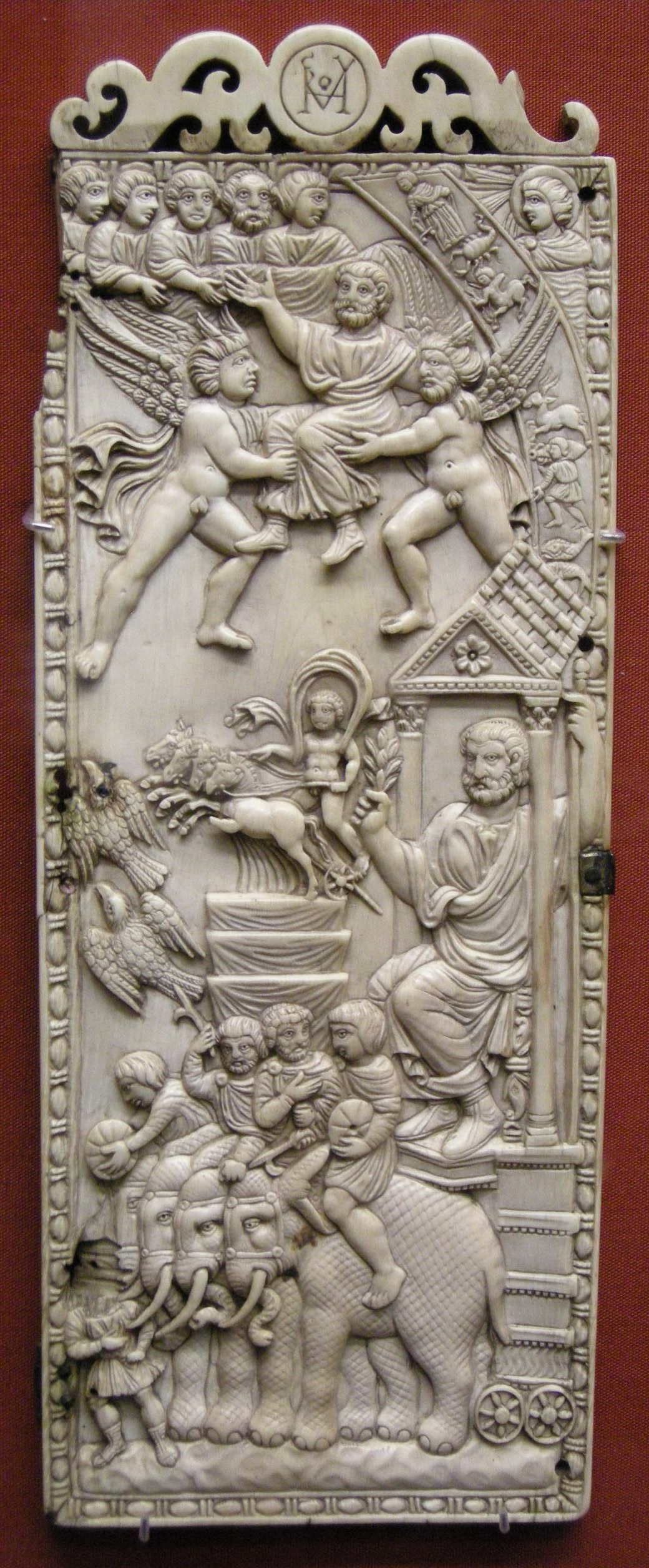
Dittico detto di Simmaco, 400 circa, British Museum
Dittico di Stilicone, 400 circa, museo del Duomo di Monza
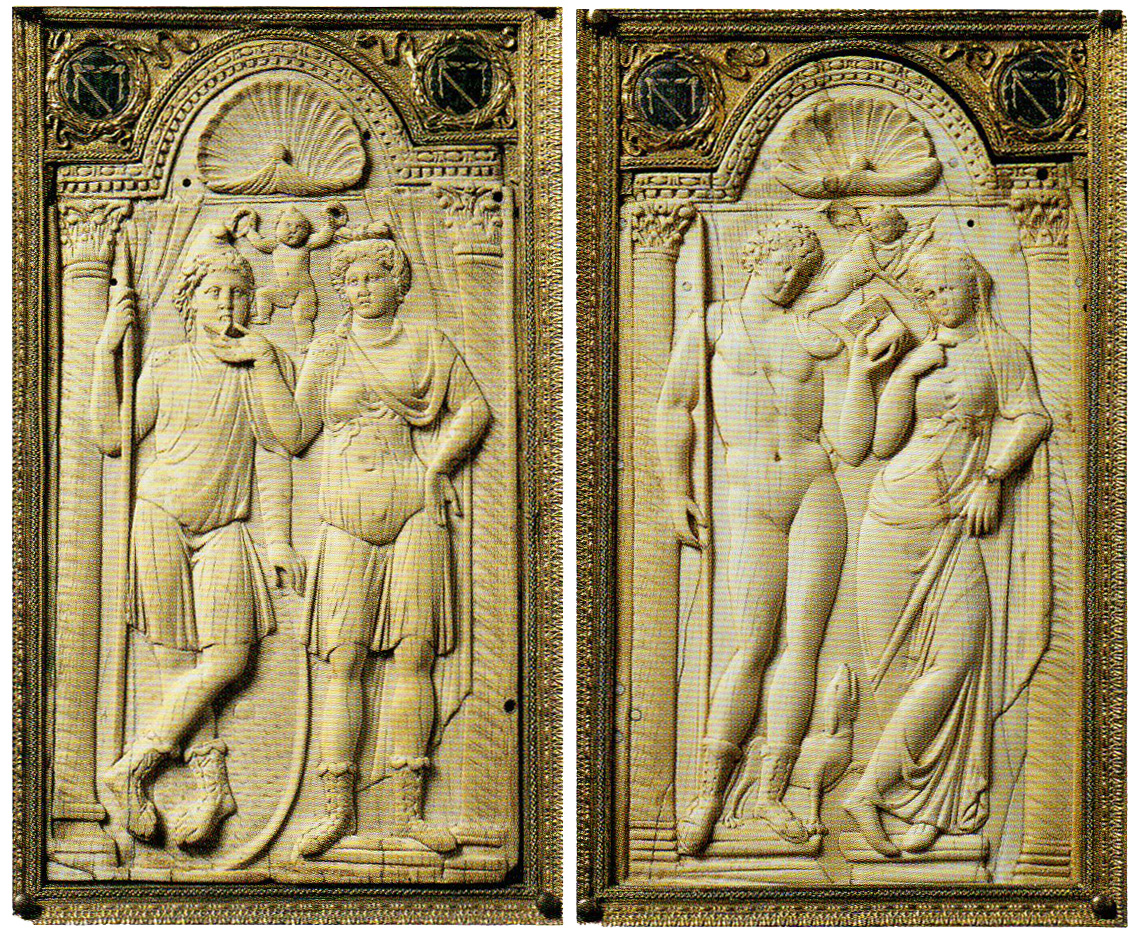
Dittico Queriniano, avorio, V secolo, Brescia - Museo di Santa Giulia

### Dittici dipinti

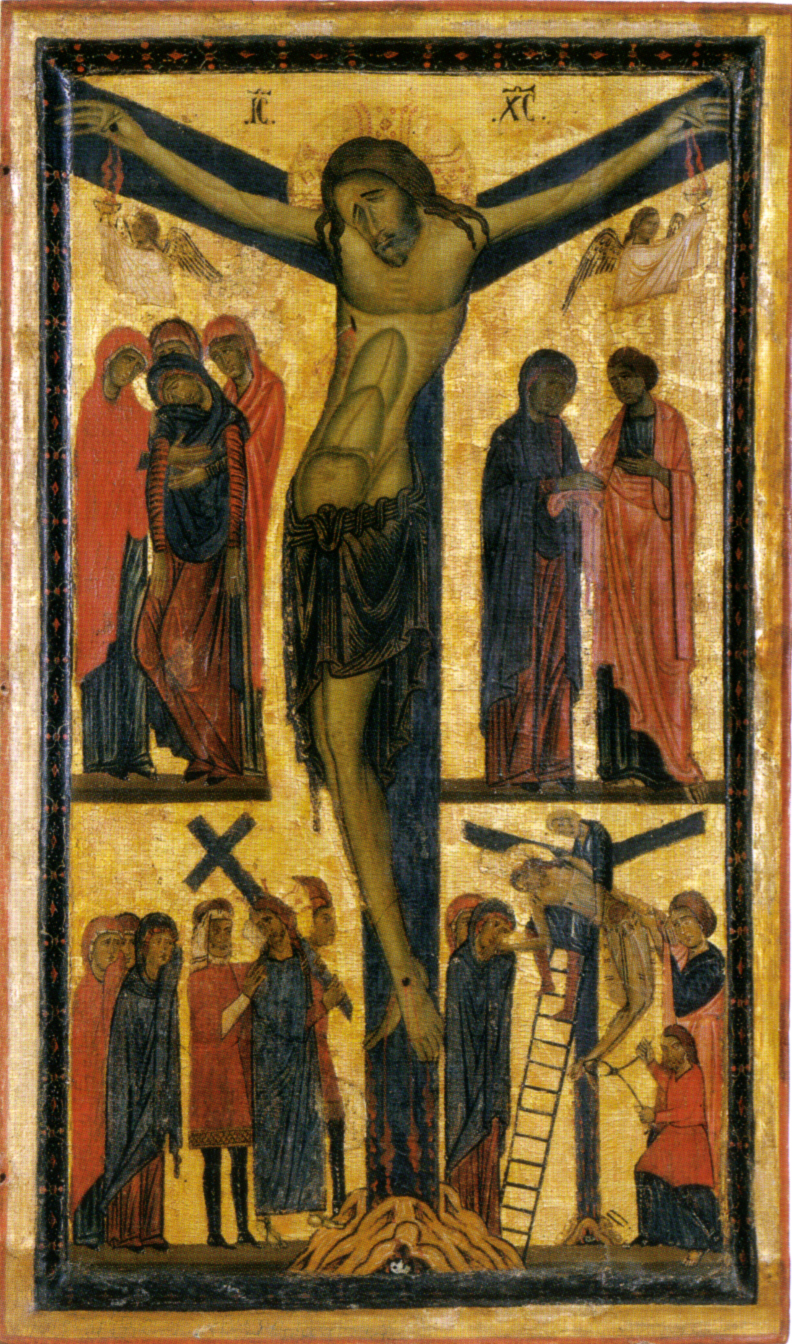
Bonaventura Berlinghieri, Dittico della Crocifissione e della Madonna col Bambino e santi, 1255 circa, tempera su tavola, Firenze, Galleria degli Uffizi
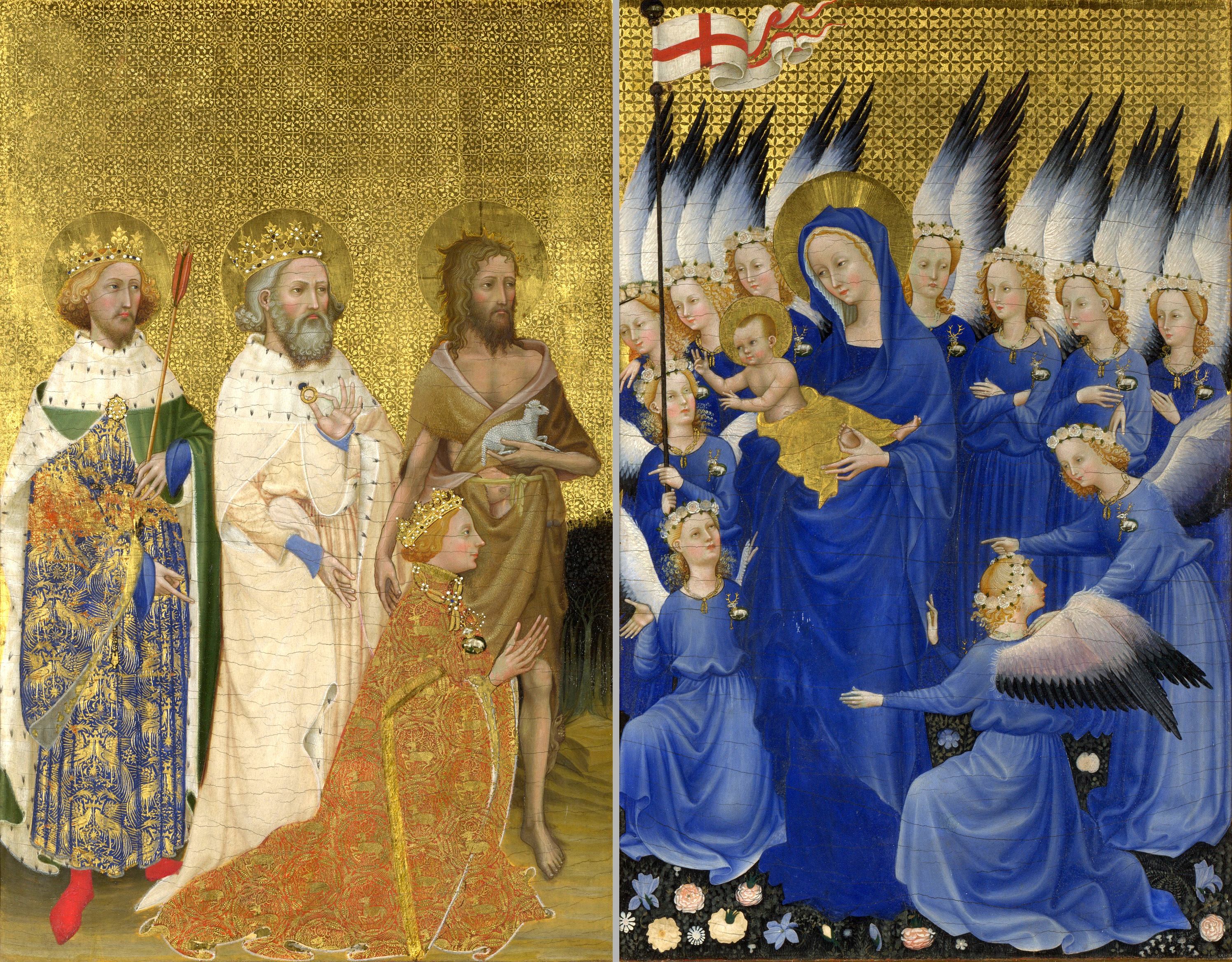
Il Dittico Wilton, 1399 circa
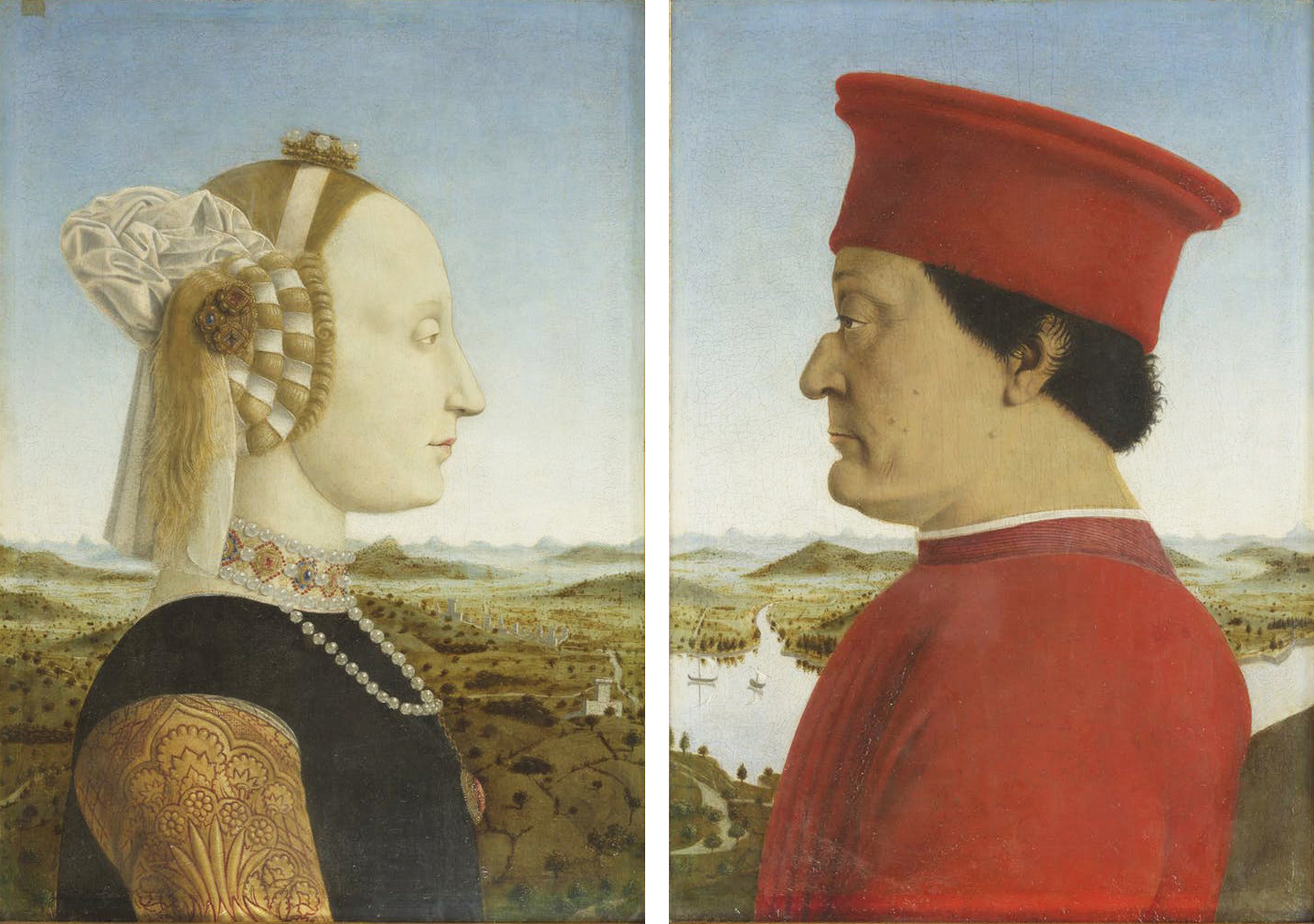
Piero della Francesca, Doppio ritratto dei duchi di Urbino, 1465-72, olio su tavola, Firenze, Galleria degli Uffizi